# Westfield Eastridge
Westfield Shoppingtown Eastridge, conocido coloquialmente como Westfield Eastridge, es un centro comercial regional localizado en Gastonia, Carolina del Norte, y se encuentra a 90 millas de Charlotte, Carolina del Norte.  El centro comercial abrió en 1976 como Eastridge Mall, localizado cerca de la Interestatal 85 en la Salida 20, N. New Hope Road con más de 100 tiendas.

## Anclas

### Matthews Belk
Matthews Belk es una tienda ancla regional de este centro comercial. Mientras que las otras tiendas anclas fueron reubicadas en las remodelaciones hechas a finales de los años 1990, la ancla Matthews Belk aún sigue en el centro comercial pero fue remodelada en su exterior.

### JCPenney
JCPenney fue una de las primeras tiendas anclas de este centro comercial, aunque la tienda ya no se encuentra en su ubicación original. En 1997, se construyó una nueva JCPenney de 104,000 pie cuadrado (9,660 m²) localizada en el ala noroeste del centro comercial y la ubicación antigua fue demolida.

### Dillard's
La tercera tienda ancla en abrir en el centro comercial fue en 1976 con la tienda departamental Ivey's. En mayo de 1990, toda la cadena Ivey's fue adquirida por Dillard's en la cual se cambió el nombre de la tienda en Eastridge por el nombre de Dillard's. Una nueva ubicación de Dillard's de 202,000 pie cuadrado fue construida en el mismo sitio de la JCPenney en 1998.

### Sears
Sears se convirtió en la cuarta tienda ancla de este comercial cuando se movió a un espacio vacante por Dillard's en 1998.